# Hypenagonia catherina
Hypenagonia catherina là một loài bướm đêm trong họ Erebidae.